# Rusa marianna
Il cervo delle Filippine (Rusa marianna Desmarest, 1822), noto anche come sambar delle Filippine, è una specie vulnerabile di cervo diffusa nelle foreste e nelle praterie di quasi tutte le isole maggiori delle Filippine, sebbene il suo areale si sia molto frammentato a causa della deforestazione e della caccia. Anche il cervo macchiato delle Visayas e il cervo delle Calamian sono originari delle Filippine, ma hanno areali più limitati.

## Tassonomia
Dato l'areale insulare, col tempo si sono formate numerose sottospecie di cervo delle Filippine, che differiscono l'una dall'altra soprattutto per la colorazione; E. H. Taylor, nel suo Philippine Land Mammals (1934) ne elencò ben otto, tra cui il cervo macchiato delle Visayas, considerato attualmente una specie separata. Attualmente gli studiosi ne riconoscono quattro:
- R. m. marianna Desmarest, 1822 (Luzon e isole vicine);
- R. m. barandana Heude, 1888 (Mindoro);
- R. m. nigella Hollister, 1913 (zone montuose di Mindanao);
- R. m. nigricans Brooke, 1876 (zone pianeggianti di Mindanao e Basilan).

## Descrizione
Il cervo delle Filippine misura 100-151 cm di lunghezza, 55-70 cm di altezza al garrese e pesa 40-60 kg; è, quindi, uno dei più piccoli rappresentanti della tribù dei Cervini. Ha generalmente un manto di color marrone scuro, con le regioni inferiori e le zampe più chiare e solo la parte inferiore della breve coda (8-12 cm) bianca. Alcuni esemplari, tra cui quelli che vivono su Mindanao, presentano, tuttavia, una colorazione grigio-giallastra. I palchi, presenti, come in quasi tutti i cervi, solo nei maschi, sono relativamente piccoli.

## Distribuzione e habitat
Il cervo delle Filippine, endemico di queste isole, vive sulle isole di Luzon, Mindoro, Mindanao e Basilan. È stato introdotto dagli spagnoli in diversi gruppi di isole del Pacifico occidentale - l'epiteto specifico marianna, infatti, deriva dal fatto che la specie è stata descritta sulla base di esemplari catturati nelle Isole Marianne Settentrionali. La maggior parte di queste popolazioni introdotte, però, è quasi scomparsa; solo su Pohnpei è ancora presente una piccola popolazione.
Si incontra in vari habitat, dalle boscaglie aperte delle foreste pluviali tropicali alle foreste alpine a 2.900 metri di altitudine.

## Biologia
La biologia del cervo delle Filippine è ancora in gran parte sconosciuta. È un timido animale notturno che vive da solo o in piccoli gruppi. La sua dieta consiste di erba e piante.

## Conservazione
I principali fattori che minano la sopravvivenza del cervo delle Filippine sono la caccia e la deforestazione. Nelle regioni più remote, la specie è ancora piuttosto numerosa, ma nelle altre è in diminuzione ovunque. La IUCN lo inserisce tra le specie «vulnerabili».